# RSZ–82

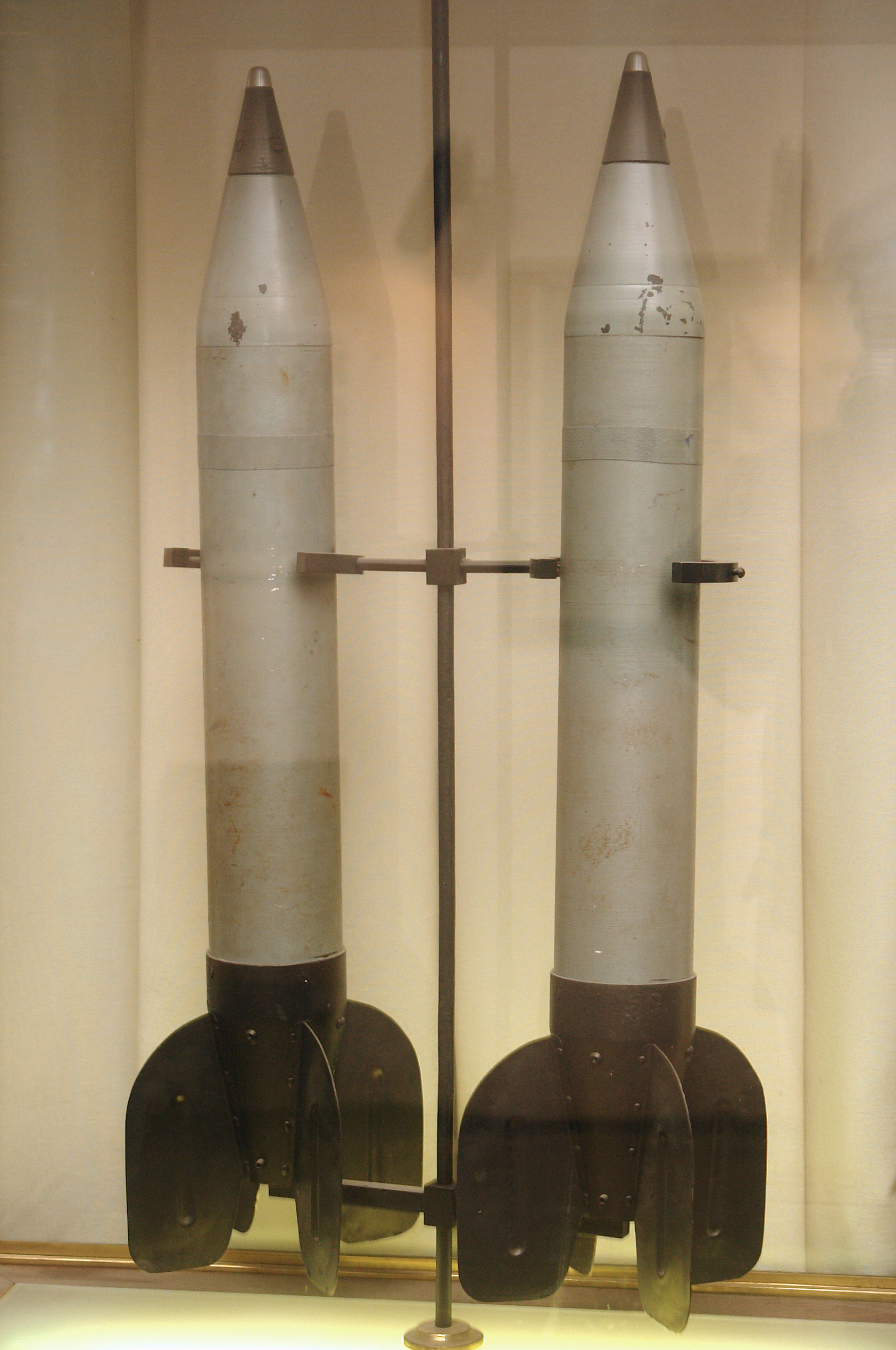
RSZ–82 rakéták

Az RSZ–82 és az RSZ–132 (oroszul: RSZ – reaktyivnij sznarjad; magyarul „reaktív lövedék") a második világháború idején gyártott és használt szovjet repülőgép-fedélzeti nem irányított rakéta. Alapvetően földi célok ellen alkalmazták, de légiharc-rakétaként is bevetették. A két típus felépítése és működése megegyezett, eltérés csupán a méretükben volt, a típusjelzésen szereplő szám a rakéta átmérőjére utal. Módosított változatait használták később a BM rakéta-sorozatvetők lövedékeként is.
Fejlesztését az 1930-as évek elején kezdték Georgij Langemak vezetésével. A tervezés során 82 mm-es és 132 mm-es rakétatest-átmérőt választottak, mert a Szovjetunióban gyártott sajtolt, füst nélküli lőportöltet (rúd) átmérője 24 mm volt, így hét rudat lehetett elhelyezni a 82 mm-es rakétatestben. Az első próbalövészetet 1929-ben hajtották végre. 1937-ben repülőgépre szerelhető RO–82 típusú indítósínt készítettek a rakétához. Langemakot azonban 1937-ben, a sztálini tisztogatások idején letartóztatták, elítélték, majd kivégezték. Ezt követően a rakéta fejlesztése és rendszeresítése késett.
Első harci alkalmazására 1939. augusztus 29-én került sor a távol-keleten, a Halhin-goli csatában. Hat I–16 vadászrepülőgépet szereltek fel rakétákkal, amelyeket a japán vadászrepülőgépek ellen vetettek be. A rakétákkal két japán repülőgépet sikerült lelőni. Kísérleti jelleggel a téli háborúban is bevetették, akkor SZB bombázókra szerelve. A rakétát hivatalosan 1940-ben rendszeresítették. A második világháború alatt jellemzően az Il–2 csatarepülőgépeken alkalmazták, de a gépeknek csak egy részét tették alkalmassá a rakéták hordozására.
Mint a nem irányított rakéták többsége, az RSZ–82 és az RSZ–132 is pontatlan fegyver volt. A tesztek során pl. a harckocsi-célra az 500 m-ről indított 186 db RSZ–82 rakétának mindössze az 1%-a talált célba, egy harckocsi-oszlopot pedig 3,7%-a talált el. Az RSZ–132 találati pontossága még rosszabb volt. A próbák során pl. 134 indításból egy sem talált célba. A gyakorlatban még alacsonyabb volt a találati arány, mert harci körülmények között, éles helyzetben gyakran még nagyobb távolságból kellett indítani a rakétát.

## Típusváltozatok
- RSZ–82 és RSZ–132 – az alapváltozat, repesz-romboló harci résszel,
- BRSZ–82 és BRSZ–132 – páncéltörő változat,
- ROFSZ–132 – kazettás harci résszel felszerelt változat,
- M–8 – az RSZ–82 javított változata, nagyobb tömegű (0,64 kg-os) harci résszel és erősebb rakétahajtóművel. A BM–8 Katyusa rakéta-sorozatvetőnél alkalmazták.
- M–13 – az RSZ–132 javított változata, nagyobb (4,9 kg-os) harci résszel. A BM–13 Katyusa rakéta-sorozatvetőnél és az Il–2 csatarepülőgépeken alkalmazták.

## Műszaki adatai

### RSZ–82
- Rakétatest átmérője: 82 mm
- Fesztáv: 200 mm (a stabilizátoroknál)
- Hossz: 600 mm
- Starttömeg: 6,8 kg
- Harci rész tömege: 0,36 kg
- Maximális sebesség: 340 m/s
- Hatósugár: 6,2 km

### RSZ–132
- Rakétatest átmérője: 132 mm
- Fesztáv: 300 mm (a stabilizátoroknál)
- Hossz: 845 mm
- Starttömeg: 23,0 kg
- Harci rész tömege: 0,9 kg
- Maximális sebesség: 350 m/s
- Hatósugár: 7,1 km

## Külső hivatkozások
- Az RSZ–82 az Ugolok nyeba repülési enciklopédia oldalán (oroszul)